# 三合镇 (慈利县)
三合口乡，是中华人民共和国湖南省张家界市慈利县下辖的一个乡镇级行政单位。

## 行政区划
三合口乡下辖以下地区：
三合口村、沙塘村、望月坪村、杨柳村、战马村、划字村、英塔村、双龙村、马汉村、土地垭村、关岩村、小溪峪村、水垭村、丰泉村、桑树村、池岩村、圣龙村和造化村。